# 가와사키시 노보리토 흉기난동 사건

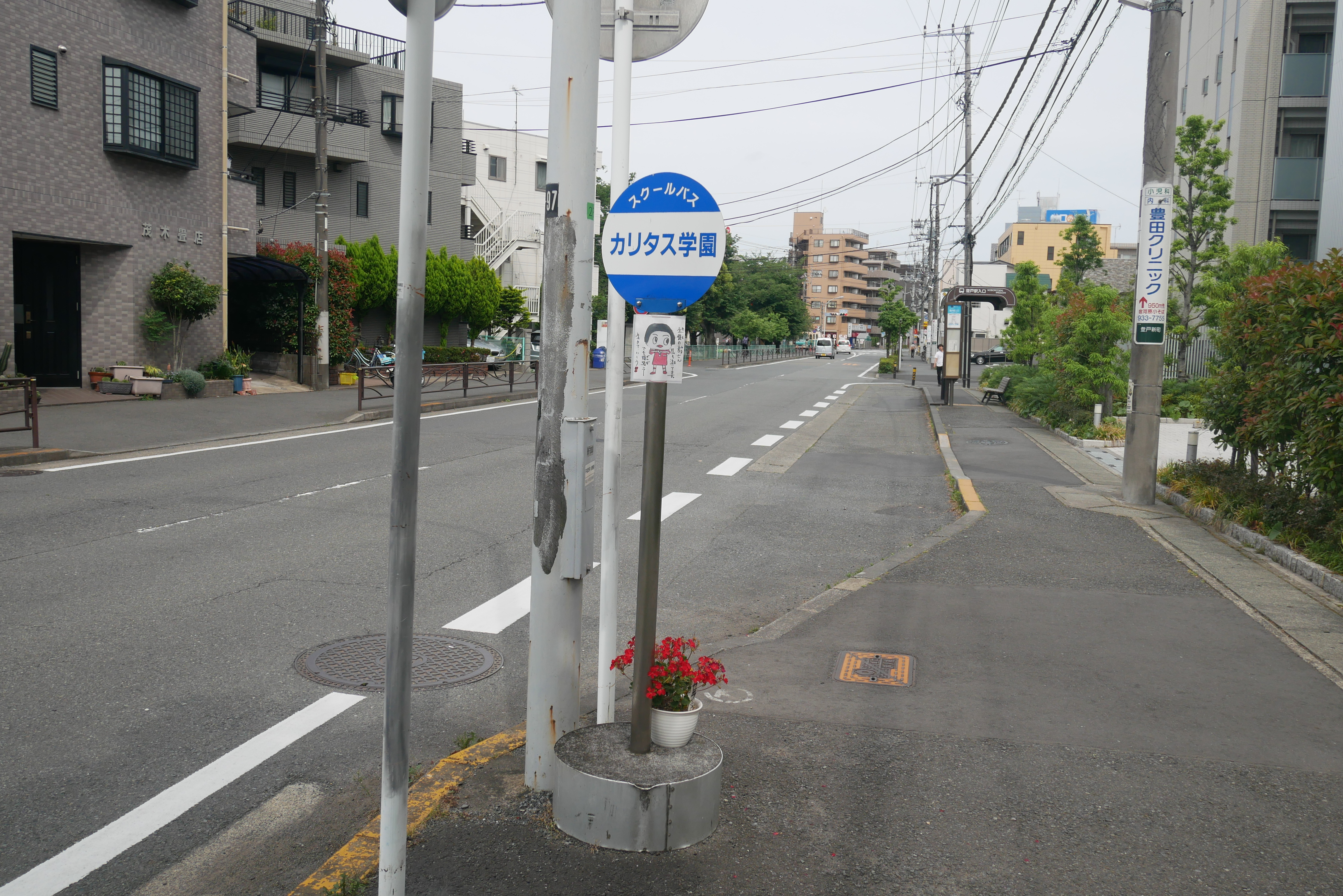
사건 현장

가와사키시 노보리토 흉기난동 사건(일본어: 川崎市登戸通り魔事件)은 2019년 5월 28일 일본에서 일어난 무차별 흉기 난동 사건이다. 가나가와현 가와사키시에서 흉기난동 사건이 발생, 2명이 숨지고 18명이 부상을 입혔다. 용의자는 가와사키시 아사오구에 거주하는 51세의 이와사키 류이치 (岩崎隆一)이다. 그는 범행 직후 자살했다.

## 개요

### 사건 발생
2019년 5월 28일 7시 45분경 가와사키시 노보리토역 부근 노상에서 사립 카리타스초등학교 스쿨버스를 기다리고 있던 초등학생 아동과 보호자들이 다가온 남성에게 잇달아 찔렸다. 가해자는, 시종 말없이 대기열의 후방에서 구보로 습격했다.
최초의 습격은 훼미리마트 부근에서 시작되어, 가해자는 보호자인 남성(후에 사망을 확인)을 등뒤로부터 찔렀다. 그 후, 약 50미터를 말없이 달려 이동하면서 보호자인 여성과 아동 17명(후에 사망이 확인된 여아 1명을 포함한다)을 연달아 습격했다. 가해자는 학교버스 운전사가 "뭐하냐"고 소리친 뒤 수십 미터를 이동 후. 습격 개시부터 가해자가 스스로 목을 벨 때까지 수십 초 정도였다.
사건 발생시, 부근의 공원에 있던 남성이, 칼을 휘두르면서 「죽여 버리겠다」라고 외치고 있는 가해자를 목격하고 있다.가해자는 버스를 기다리는 초등학생의 줄로 다가가 외친 후, 초등학생들을 습격해 갔다고 합니다. 라고 증언했다. 사건 후, 근처에 사는 남성은 부근이 최초의 현장이 된 훼미리마트의 가게 앞에서 전신 피범벅이 되어 누워 있는 슈트차림의 남성을 목격했다. 또, 스쿨버스 정류장 부근에서는 경부로부터 유혈이 보이는 제복차림의 여아가 웅크리고, 다른 7, 8명의 아동은 멍해하거나 쭈그리고 앉아 있었다.
카와사키시 소방국은 28일 오전 7시 44분, 사건에 대해 경찰로부터 연락을 받아 7시 54분에 타마 소방서의 지휘대가 도착해, 7시 56분에 첫 「대규모 구급 출동」(10명 이상의 부상자에 대응하는 출동)의 지령을 했다. 이 지령에 따라 28대의 소방차량이 출동했다. 피해자가 다수이기 때문에 현장에는 가와사키시와 요코하마시 등에서 16개 구급대가 출동해 대응하고 재해 파견 의료팀(DMAT)이 트리아지를 실시했다. 트리아지에는 성 마리안나 의과대학병원과 일본 의과대학 무사시코스기병원의 DMAT가 더해져 성인과 어린이 총 2명이 검정, 4명이 빨강 판정을 받았다.
세이 마리안나 의과대학병원에 가해자와 피해자 2명, 일본 의과대학 무사시코스기병원에 피해자 4명, 가와사키시립 타마병원과 신유리가오카종합병원에 피해자 각 5명이 반송되었다가, 이 중 일본 의과대학 무사시코스기병원에 반송된 초등학교 6학년 여아와 39세의 외무성의 남성 직원의 사망이 확인되었다(사자는 28일 시점.가해자는 제외).

## 피해자
초등학교 6학년의 여아와 39세의 보호자 남성 2명이 사망했다. 또한 16명의 여자 아이와 1명의 남자 아이, 보호자 여성 중 1명이 상반신을 집중 칼부림당하는 등 여자 아이 2명과 여성이 중상을 입었다. 부상자 중 11명이 입원했다.
사망한 2명의 피해자의 사인은, 남성이 출혈성 쇼크, 여학생이 목을 찔린 것에 의한 실혈이었다.
본건에서 사망한 남성은 외무성의 직원으로, 미얀마 대사관에서의 근무 경험이 있던 것 외에 미얀마의 테인·세인 대통령을 초대한 궁중 다과회 등에서, 상왕(당시는 천황) 부부의 미얀마어 통역을 4회 맡은 적이 있었다. 외무성의 채용 안내로 소개된 적도 있었다. 사건 후 고노 다로 외상은 그에 대해 미얀마어 전문가로 매우 우수한 젊은 사람이었다. 정말로 유감스러운 일로, 명복을 빌어 드리는 것과 동시에, 가족에게 조의를 말씀드리고 싶다」라고 코멘트한 것 외, 키시다 후미오전 외상도 「외상 시절에 지지해 주셨다. 매우 뼈아프고 뼈아픈 조의를 표한다」라고 말했다. 게다가 상왕 부부도 29일에 가와이 슈오 상왕시종장을 통해서 아키바 타케오 외무 사무차관에게 외무성 직원의 아내에 대한 조의를 전한 사실이 30일에 궁내청으로부터 발표되었다. 살해된 외무성 직원은 2013년과 2016년에 미얀마 국가 최고고문 겸 외상 아웅산 수치가 일본을 방문했을 때의 통역을 담당하고 있어 아웅산 수치는 살해된 외무성 직원의 아내에게 추도의 서한을 보냈다. 서한은 2019년 5월 29일의 날짜로 보내졌다,

## 가해자

### 사건 발생 전후의 행동
목격자에 의하면, 가해자(이하, 본절에서는 X라고 한다)는 검은 티셔츠에 검은 청바지와 같은 복장을 하고 있었으며, 스킨 헤드로 튼튼한 체형이었다고 한다. 범행 직후에 스스로도 칼로 찔렀고, 경찰에 확보된 시점에서 이미 의식불명 상태로 반송처의 병원에서 사망이 확인되었다. 양손에 버드나무칼을 들고 덮쳤다. 현장에서는 칼날 길이 약 30센치의 버드나무 칼, 부근에 있는 편의점의 주차장에 있던 배낭에서는 약 25센치의 문화 부엌칼과 약 20센치의 회칼이 각각 발견되고 있다. 가나가와현경은 X가 한층 더 습격하려고 하고 있었을 가능성이 있었다고 하고 있다. 또, 착용하고 있던 청바지의 주머니에서는 약 10만엔의 현금이 노출되어 발견되었지만(지갑은 몸에 지니고 있지 않았다), 금융기관의 계좌에 입금 기록은 있었지만 정기적인 입금이 없었던 것으로 보아 카나가와현경은 급여등의 정기 수입은 없었다고 하고 있다. X의 친족에 의한 상담을 받고 있던 카와사키시에 의하면, X는 장기에 걸쳐 취업하고 있지 않았지만, 친족이 용돈을 주는 일이 있었다고 하고 있다. 그 외, 보험증도 가지고 있었다. 목격 증언에 의하면, X는 당일 7시경에 자택을 나와 노보리토 역까지 전철로 향해, 그대로 사건 현장에 걸어 향해 돌연 범행에 이르렀다고 보여진다. 가나가와현경은 방범 카메라 영상의 해석에 의해, 자택으로부터 약 15분의 위치에 있는 오다큐 요미우리 랜드앞역에서 3역(6~7분간)의 노보리토역까지를 전철로 이동한 후, 사건 현장에 직행했다고 하고 있다. 덧붙여 사건 발생시에 X가 착용하고 있던 작업용 검은 장갑은 노보리토역에서 내렸을 때의 영상에서는 확인되지 않고, 직전에 흉기인 부엌칼의 미끄럼 방지로서 착용했다고 보여진다.카나가와현경은 X의 행동에 대해서, 스쿨 버스의 버스 정류장이 소재하고 있던 맨션과 편의점의 사이에 있는 도로를 도보로 이동해, 편의점의 주차장에서 배낭을 내린 후에 습격에 이르렀다고 하고 있다.
X는 도쿄도 마치다시의 마치다역전에 있는 대형 양판점에서 현장주변에 남겨져 있던 4개의 식칼 가운데, 흉기가 된 야나기바 나이프 2개를 2019년 2월에 구입했다고 여겨진다. 이 것으로부터 카나가와현경은 실행의 3개월 이상 전부터 습격을 계획하고 있었을 가능성이 있다고 보고 있다. X의 자택을 가택 수색한 결과, 부엌칼의 빈 상자 4개중 2개에 양판점의 씰이 있던 것으로부터 판명되었다. 배낭에 있던 2개의 칼에 대해 경찰은 눈에 띄지 않게 가게를 바꿔 구입했다고 보고 있다. 부엌칼 4개는 모두 새것이었던 것으로 보인다. X는 유소년기에 부모님의 이혼등을 이유로 백부, 백모에게 맡겨졌지만, 중학교의 졸업 후에 일정한 직업을 가지지 않고, 장기간에 걸쳐 친족과의 의사소통도 없이, 고령의 백부들은 카와사키시의 제안으로 2019년 1월에 X의 방 앞에 편지를 두는 형태로 향후의 생활에 대해 물었다.
사건 4일 전인 5월 24일 아침에 역이나 현장 주변의 방범 카메라에 X와 비슷한 인물이 찍혀 있어, 사전 답사를 하고 계획적으로 습격한 것으로 보인다. X와 비슷한 인물은 요미우리 랜드 앞역과 노보리토 역, 현장 부근의 방범 카메라에 의해 확인되어 당시는 4일 후의 습격 시각에도 가까웠기 때문에 아동의 모습을 확인할 수 있었다고 보여진다. X와 비슷한 인물은 배낭 등을 가지고 있지 않았다. 또한 5월 24일은 사건 전 마지막 카리타스 초등학교에서의 통상 등교일이기도 했다.

### 경력·인물상
가해자 X는 1967년(쇼와 42년) 12월생으로, 범행 당시 51세. 4, 5세 때 부모가 이혼을 했고 아버지가 친권을 갖는다. 이후 조부모, 백부 부부, 그 친아들인 사촌 누나와 살게 되지만 곧 친아버지는 증발한다. 당시부터 X댁 근처에 사는 주민들에 따르면 X는 어린 시절에 이 집에서 차별을 받지 않았느냐고 증언하고 있었으며, 이를 나타내는 것으로 X가 다녔던 곳은 지역 공립 초등학교였던 것에 비해 사촌 누나가 입학한 것은 본 건으로 희생자가 난 카리타스 초등학교였다.이로 미루어 일부 언론은 범행 동기가 큰아버지 일가의 대우에 대한 오랜 원한이 있었던 게 아니냐는 추측을 내놓았다. 한편, 인근 주민은 '차별 없이 키웠던 것 같다'는 인상을 가지고 있다.
현지의 공립 중학교 졸업 후는, 요코하마시내의 직업 훈련교의 기계과에 진학한다. 2년간 배운 후에 동교가 소개한 기업에 취직하지만, 그 무렵부터 마치다역옆의 스즈쿠장에 틀어박히게 되어, 그 중 동점에서 종업원으로서 일하기 시작해 근처에 방을 빌려 생활하게 되기도 했다. 이 집 주인이었던 인물의 증언에 따르면 마작은 상당한 솜씨로 자기 돈을 들여 손님들과 마작을 치는 '혼주'도 벌여 잘 이기고 있었다고 한다. 또한 일에 대한 책임감도 강해 한밤중부터 다음날 아침 10시까지 야번 주임을 맡았으며 영업 후에는 X의 방에 동료가 모이기도 했다. 이 밖에 여러 공장에서 일한 것으로 보이지만 사건 당시 일한 흔적이 없어 적어도 10년 이상 전부터 업무에 종사하고 있지 않았던 것으로 보인다.
헤세이 2년에 조부를, 동9년에는 조모를 각각 여의다. X가 어린시절 살던 큰아버지 부부의 집으로 돌아온 것은 그 이후로 추정되며 사촌누나는 이미 자립해 집을 떠났으며 여기서부터 X와 큰아버지 부부의 3인 생활이 시작된 것으로 알려졌다. 적어도 1998년 전후부터 은둔형 외톨이 상태로 변한 것으로 보이며, 인근 주민이 가끔 외출하는 모습을 본 정도였다.

### 최근 1년의 움직임
사건 직후에 행해진 카와사키시의 기자 회견에 의하면, 2017년 11월, 백부 부부는 시의 정신 보건복지 센터에 「(자신들이) 고령으로 방문 개호를 받고 싶지만, 집에 틀어박혀 있는 경향의, 직접적인 대화가 거의 없는 상태의 친족이 동거하고 있다. "거기 간호원을 넣어도 괜찮을까?"라는 내용의 전화상담을 했고, 이후로도 2019년 1월까지 6차례, 면담 8차례 주고받았다고 밝혔다. 그러나 백부 부부가 'X를 자극하고 싶지 않다'는 의향을 전하고 있었기 때문에 센터 측은 그 시점에서 X를 직접 만날 생각은 없었다고 밝히고 있다.
2018년에 백부부 댁 방문 돌봄 서비스가 개시. 그들은 가까운 장래, 개호 시설로 옮기는 것을 염두에 두고 있었기 때문에, 그 후보처의 견학도 가고 있었다. 2019년 1월 큰아버지 부부는 정신보건복지센터의 제안을 받고 X의 방 앞에 앞으로 내가 어떻게 하고 싶은가라는 취지의 의사를 물어보는편지를 놓았는데 그걸 읽은 것으로 보이는 X가 큰아버지 부부 앞에 모습을 보였고 거기서 식사나 빨래, 내 일은 내가 알아서 하고 있다. 그런데도"히키코모리"란 뭐야!"라고 강한 어조로 반론했다고 한다. 이에 큰아버지 부부는 센터 담당자에게 본인의 기분을 물어볼 수 있어 좋았다. 당분간 상태를 보고 싶다」라고 보고. 센터 측도 더 이상의 움직임은 없었다. 사건 전에 백부 부부와 얼굴을 맞댄 것은 이것이 마지막이었다.
사건 전년의 여름, X는 인근의 40대 여성과 작은 트러블을 일으키고 있다. 이 여성에 따르면 어느 날 아침 여러 차례 인터폰이 울리는 바람에 남편이 응대하자 X가 갑자기 집 마당에서 나무가 도로로 튀어나와 있어 눈에 들어왔다는 취지의 클레임을 제기해 말다툼이 벌어졌다. 또, 범행 당일 아침에 이 여성은 X와 마주쳤으며, 쓰레기 배출을 하고 있는 여성에게, X쪽에서 「안녕하세요」라고 인사를 한 뒤, 그대로 떠났다.X가 인사를 해온 것은 처음이었기 때문에 여성은 이상하게 생각했다고 증언하고 있다.

### 사건 후의 수사형사 처분 등
사건 다음날, 카나가와현경은 X택을 살인 용의로 수색했다. 물건은 적고 정연했으며 놓여 있던 것은 TV와 가정용 게임기, 게임 소프트웨어인 바이오하자드와 드래곤 퀘스트 등이다. 이 밖에 20여 년 전 간행된 잡지 주간 마더 케이스북의 샤론 테이트 살인사건과 파리 인육사건 등을 특집으로 다룬 호가 수색 끝에 발견됐다는 보도도 나왔다. 또한 음식점의 포인트 카드나 렌탈 비디오점 등의 회원증도 없고 병원의 진찰권도 20년 전에 만들어진 것으로 운전면허도 미취득이었다. 나아가 스마트폰이나 컴퓨터 등의 전자통신기기를 소지하고 있지 않으며 자택 및 자기 방에는 인터넷에 접속할 환경 자체가 없었던 것으로 판명되어 이것이 동기 해명을 보다 어렵게 만들었다.
2019년 9월 2일, 수사본부의 수사 결과 피의자 사망 상태로 요코하마 지방검찰청에 살인미수죄·총도법 위반 용의로 불구속 입건했다. 이로써 수사는 종료되었다. 같은 해 11월 8일 요코하마 지방검찰청은 피의자 사망인 채로 본 건을 불기소로 하는 형사처분을 결정했다.

## 같이 보기
- 오사카 학교 학살
- 우와베 야스아키